# Приближённый алгоритм поиска p-медиан
Эвристический метод для нахождения p-медианы состоит в следующем: случайным образом выбираются {\displaystyle p} вершин, они образуют начальное множество {\displaystyle S}, аппроксимирующее p-медианное множество {\displaystyle X_{p}^{*}}. Затем выясняется, может ли некоторая вершина {\displaystyle x_{j}\in X\setminus S} заменить вершину {\displaystyle x_{i}\in S} (как медианная вершина), для чего строят новое множество {\displaystyle S^{*}=(S\cup {x_{j}})\setminus {x_{i}}} и сравнивают передаточные числа {\displaystyle \sigma (S^{*})} и {\displaystyle \sigma (S)}. Если {\displaystyle \sigma (S^{*})<\sigma (S)}, то {\displaystyle S} заменяют на {\displaystyle S^{*}}, которое лучше аппроксимирует p-медианное множество {\displaystyle X_{p}^{*}}. Затем аналогично исследуется множество {\displaystyle S^{*}} и т. д., пока не будет построено множество {\displaystyle S}', которое нельзя будет изменить по вышеуказанному принципу.

## Алгоритм
Шаг 1. Выбрать некоторое множество {\displaystyle S} из p вершин в качестве начального приближения к p-медиане. И назовём все вершины {\displaystyle x_{i}\notin S} «неопробованными».
Шаг 2. Взять произвольную «неопробованную» вершину и для каждой вершины {\displaystyle x_{i}\in S} вычислить «приращение» Δij, соответствующие замене вершины {\displaystyle x_{i}} вершиной {\displaystyle x_{j}}, то есть вычислить
{\displaystyle \Delta _{ij}=\sigma (S)-\sigma ((S\cup {x_{j}})\setminus {x_{i}})}.
Шаг 3. Найти {\displaystyle \Delta _{i^{1}j}=max[\Delta _{ij}]} по всем {\displaystyle x_{i}\in S}.
а) Если {\displaystyle \Delta _{i^{1}j}\leq 0}, то назвать вершину {\displaystyle x_{j}} «опробованной» и перейти к шагу 2.
б) Если {\displaystyle \Delta _{i^{i}j}\geq 0}, то {\displaystyle S\gets (S\cup {x_{j}})\setminus {x_{i}}}, назвать вершину {\displaystyle x_{j}} «опробованной» и перейти к шагу 2.
Шаг 4. Повторять шаги 2 и 3 до тех пор, пока все вершины из {\displaystyle X\setminus S} не будут опробованы. Эта процедура оформляется как цикл. Если при выполнении последнего цикла совсем не будет замещений вершин на шаге 3(a), то перейти к шагу 5. В противном случае, то есть если осуществлено некоторое замещение, назвать все вершины «неопробованными» и вернуться к шагу 2.
Шаг 5. Стоп. Текущее множество {\displaystyle S} является подходящей аппроксимацией p-медианного множества {\displaystyle X_{p}^{*}}.

## Пример
Легко заметить, что приведённый выше алгоритм не во всех случаях даёт оптимальный ответ. Рассмотрим пример (числа, стоящие около рёбер, равны соответствующим рёберным стоимостям, все вершины одинакового единичного веса):
Если искать 2-медиану и в качестве начального множества S взять {x3, x6} с передаточным числом {\displaystyle \sigma (S)=8}, то никакое замещение только одной вершины не приводит к множеству с меньшим передаточным числом. Однако множество {x3, x6} не является 2-медианой данного графа, так как существуют два 2-медианных множества с передаточным числом 7: {x1, x4} и {x2, x5}.